# Арёгальское староство
Арёгальское староство (лит. Ariogalos seniūnija) — одно из 12 староств Расейняйского района, Каунасского уезда Литвы. Административный центр — город Арёгала.

## География
Расположено в центральной Литве, на Жемайтской возвышенности, в юго-восточной части Расейняйского района.
Граничит с Бятигальским староством на севере, Расейняйским — на северо-западе, Гиркалнским — на западе, Арёгальским городским — окружая со всех сторон, Чекишкеским староством Каунасского района, Юодайчяйским и Середжским староствами Юрбаркского района — на юге, а также Пернаравским и Кракесским староствами Кедайнского района — на востоке.

## Население
Арёгальское староство включает в себя 91 деревню.